# Droits du Sund

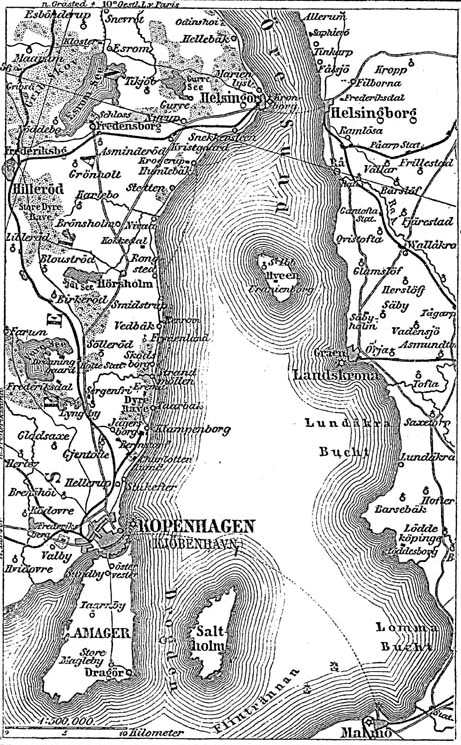
Carte des côtes danoises à l'ouest, et des côtes suédoises à l'est, datant de 1888.

Les droits du Sund (danois : Øresundstolden, suédois : Öresundstullen) étaient des droits de douane en vigueur dans le Sund qui représentaient jusqu'à deux-tiers des revenus du royaume du Danemark aux XVIe et XVIIe siècles. Ces droits sont introduits par le Roi Éric de Poméranie en 1429 et restent en vigueur jusqu'à la Convention de Copenhague de 1857.
Tous les navires étrangers passant à travers le détroit, qu'ils soient en route vers ou venant du Danemark ou d'un autre pays de la Baltique, devaient faire escale à Helsingør et verser un péage à la Couronne danoise. Si le navire refusait de s'arrêter, des canons positionnés à Helsingør et Helsingborg pouvaient ouvrir le feu et le couler. En 1567, le droit de douane est modifié, à partir de cette date les navires doivent s’acquitter d'une taxe dont le montant est égal à 1-2 % de la valeur du chargement transporté, rapportant un revenu trois fois supérieur à ce qu'il était auparavant. 
Des droits étaient également collectés dans les autres détroits danois mettant en communication le Kattegat et la Baltique, le Grand Belt et le Petit Belt. À certaines époques, les navires étrangers avaient interdiction d'emprunter une route maritime autre que l'Øresund, ceux qui transgressaient ces ordres étaient confisqués ou coulés.
Les droits du Sund restent la principale source de revenus pour la Couronne danoise pendant plusieurs siècles, rendant les rois de Danemark relativement indépendants du Conseil d’État (en) et de l'aristocratie. Cependant, ces droits étaient un motif de tensions avec les nations prenant part au commerce dans la Baltique, en particulier la Suède. La Suède avait initialement été exemptée de droits à leur introduction parce qu'elle faisait partie de l'union de Kalmar avec le Danemark. Cependant, après la guerre de Kalmar et le traité de Knäred en 1613, le Danemark impose des droits de douane sur les navires commerçant avec les possessions de la Suède en mer Baltique. Les tensions causées par l'instauration de ces droits représentent un casus belli dans la guerre de Torstenson en 1643.
En 1658-1660, le Danemark doit céder ses provinces à l'est du Sund (Scanie, Halland, Blekinge, Bohuslän, et l'île de Ven) à la Suède à l'issue de la première guerre du Nord. Ainsi, les droits ne pouvaient plus être récoltés comme avant mais le Danemark maintint ses droits de douanes et ses établissements. Les navires suédois furent à nouveau exemptés du paiement de ces droits conformément aux clauses du traité de Copenhague, signé le 27 mai 1660. Cette exemption est révoquée après la défaite de la Suède dans la grande guerre du Nord et le traité de Frederiksborg de 1720, bien que la côte est du détroit reste désormais suédoise. 

## Convention de Copenhague
La convention de Copenhague, qui prit effet le 14 mars 1857, abolit les droits de douane dans tous les détroits danois (en) qui deviennent des eaux internationales ouvertes à la navigation, sans droits, pour les navires commerciaux et militaires. Il était de plus en plus évident que les droits du Sund avaient un impact négatif sur le port et le commerce de Copenhague, bien que ces droits représentent alors un huitième des revenus du pays; les grandes nations maritimes acceptaient de moins en moins ces restrictions à la navigation. En échange de l'abolition, le royaume de Danemark reçut une compensation de 33,5 millions de rigsdaler danois, payée par les nations européennes signataires de la Convention. Sur le montant total de la compensation, la Grande-Bretagne en paye environ un tiers, et l'Empire russe un autre tiers. Une convention similaire est signée entre le Danemark et les États-Unis, signée à Washington la même année, elle donne aux navires américains un passage gratuit à perpétuité en l'échange du paiement d'un montant de 393 000 $.